# Cadre-47/1-Europameisterschaft 1992

Logo CEB (ausrichtender Verband)

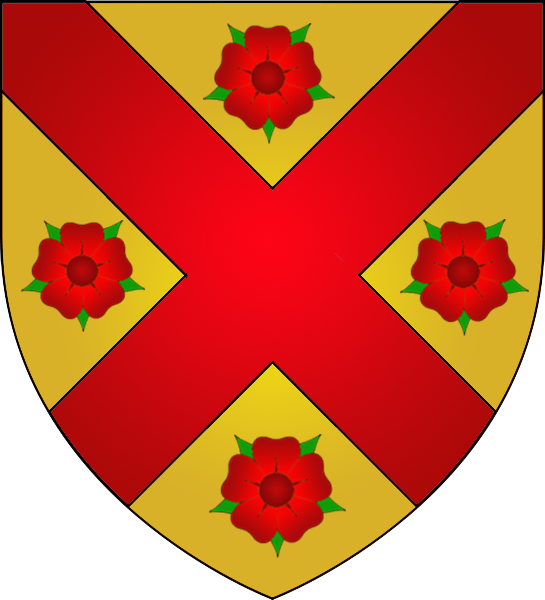
Veranstaltungsort: Bad Mondorf

Die Cadre-47/1-Europameisterschaft 1992 war das 28. Turnier in dieser Disziplin des Karambolagebillards und fand vom 4. bis zum 8. März 1992 im luxemburgischen Bad Mondorf statt. Es war die erste Cadre-47/1-Europameisterschaft in Luxemburg.

## Geschichte
Wieder gab es Regeländerungen. Diesmal zu besseren. Der Wiener Stephan Horvath bezwang im Finale den als Favorit gestarteten Frédéric Caudron knapp in zwei Sätzen. Horvath kam aus der Qualifikation und verlor im ganzen Turnier kein Match und war somit auch verdienter Sieger. Die Turnierbestleistungen markierte wieder einmal der Belgier Caudron. Es war das Turnier der Österreicher. Gleich drei Akteure kamen unter die Top sechs. Die neue Regel in der Qualifikation wurde Stefan Galla zum Verhängnis. Obwohl er die gleichen Match- und Partiepunkte und den besten GD in der gesamten Qualifikation erzielt hatte, kam der Belgier Philippe Deraes weiter weil er 36 Punkte mehr erzielt hatte, aber auch 23 Aufnahmen mehr gespielt hatte.

## Turniermodus
Es wurde eine Qualifikationsrunde mit 8 Gruppen à drei Spieler gespielt. In dieser qualifizierten sich neun Spieler für das Hauptturnier. Hier trafen sie auf die sieben gesetzten Spieler laut Rangliste. Das ganze Turnier wurde im Satzsystem mit zwei Gewinnsätzen à 60 Punkte gespielt. Es wurde ohne Nachstoß gespielt, außer bei einem Unentschieden in einer Aufnahme. Ab jetzt war bei einer Aufnahme ein Unentschieden in einem Satz möglich. Bei MP-Gleichstand wird in folgender Reihenfolge gewertet:
1. MP = Matchpunkte
2. SP = Satzpunkte
3. GD = Generaldurchschnitt
4. HS = Höchstserie

## Qualifikation
| MP    | Match Points (Sieger = 2; Unentschieden = 1; Verlierer = 0) |
| Pkte. | Erzielte Karambolagen                                       |
| Aufn. | Benötigte Versuche                                          |
| GD    | Generaldurchschnitt                                         |
| BED   | Bester Einzeldurchschnitt eines Spielers                    |
| HS    | Höchstserie                                                 |
|       | Bester GD des Turniers                                      |
|       | Bester ED des Turniers                                      |
|       | Beste HS des Turniers                                       |
|       | 1. Platz (Gold)                                             |
|       | 2. Platz (Silber)                                           |
|       | 3. Platz (Bronze)                                           |

| 1 | Francis Forton  | 4:0 | 8:4 | 311 | 36 | 08,63 | 12,33 | 42 |
| 2 | Philippe Deraes | 2:2 | 6:4 | 239 | 32 | 7,46  | 13,33 | 53 |
| 3 | Eddy Leppens    | 0:4 | 2:8 | 110 | 19 | 5,78  | –     | 38 |

| 1 | Alain Rémond   | 4:0 | 8:0 | 240 | 19 | 12,63 | 17,14 | 50 |
| 2 | Freek Ottenhof | 2:2 | 4:6 | 184 | 34 | 5,41  | 6,18  | 32 |
| 3 | Armin Grimm    | 0:4 | 2:8 | 176 | 39 | 4,51  | –     | 24 |

| 1 | Ad Koorevaar    | 4:0 | 8:2 | 298 | 39 | 7,64 | 8,00  | 51 |
| 2 | Patrick Niessen | 2:2 | 4:4 | 198 | 25 | 7,92 | 10,91 | 58 |
| 3 | Johan Claessen  | 0:4 | 2:8 | 131 | 34 | 3,85 | –     | 21 |

| Abschlusstabelle Gruppe D | Abschlusstabelle Gruppe D | Abschlusstabelle Gruppe D | Abschlusstabelle Gruppe D | Abschlusstabelle Gruppe D | Abschlusstabelle Gruppe D | Abschlusstabelle Gruppe D | Abschlusstabelle Gruppe D | Abschlusstabelle Gruppe D | Abschlusstabelle Gruppe D |
| Platz                     | Name                      | MP                        | PP                        | Pkte.                     | Aufn.                     | GD                        | BED                       | HS                        |                           |
| ------------------------- | ------------------------- | ------------------------- | ------------------------- | ------------------------- | ------------------------- | ------------------------- | ------------------------- | ------------------------- | ------------------------- |
| 1                         | Brahim Djoubri            | 4:0                       | 8:2                       | 265                       | 31                        | 8,54                      | 9,23                      | 57                        |                           |
| 2                         | Christ Calemein           | 2:2                       | 6:6                       | 244                       | 37                        | 6,59                      | 8,50                      | 26                        |                           |
| 3                         | Robert Steinbach          | 0:4                       | 2:8                       | 226                       | 31                        | 7,29                      | –                         | 27                        |                           |

| 1 | Jean Arnaud  | 2:2 | 6:4 | 227 | 31 | 7,32 | 10,91 | 51 |
| 2 | Carlos Tuset | 2:2 | 4:4 | 171 | 20 | 8,55 | 12,00 | 56 |
| 3 | Wim Maarsman | 2:2 | 4:6 | 206 | 29 | 7,10 | –     | 59 |

| Abschlusstabelle Gruppe F | Abschlusstabelle Gruppe F | Abschlusstabelle Gruppe F | Abschlusstabelle Gruppe F | Abschlusstabelle Gruppe F | Abschlusstabelle Gruppe F | Abschlusstabelle Gruppe F | Abschlusstabelle Gruppe F | Abschlusstabelle Gruppe F | Abschlusstabelle Gruppe F |
| Platz                     | Name                      | MP                        | PP                        | Pkte.                     | Aufn.                     | GD                        | BED                       | HS                        |                           |
| ------------------------- | ------------------------- | ------------------------- | ------------------------- | ------------------------- | ------------------------- | ------------------------- | ------------------------- | ------------------------- | ------------------------- |
| 1                         | Michael Hikl              | 4:0                       | 8:0                       | 240                       | 11                        | 21,81                     | 24,00                     | 58                        |                           |
| 2                         | Rafael Garcia             | 2:2                       | 4:6                       | 227                       | 29                        | 7,82                      | 6,83                      | 30                        |                           |
| 3                         | Miguel Espona             | 0:4                       | 2:8                       | 182                       | 28                        | 6,50                      | –                         | 30                        |                           |

| 1 | Martin Horn            | 4:0 | 8:2 | 240 | 11 | 21,81 | 30,00 | 60 |
| 2 | Stefan Galla           | 2:2 | 6:4 | 203 | 9  | 22,55 | 24,00 | 60 |
| 3 | Efstratios Stavrakidis | 0:4 | 0:8 | 59  | 10 | 5,90  | –     | 25 |

| Abschlusstabelle Gruppe H | Abschlusstabelle Gruppe H | Abschlusstabelle Gruppe H | Abschlusstabelle Gruppe H | Abschlusstabelle Gruppe H | Abschlusstabelle Gruppe H | Abschlusstabelle Gruppe H | Abschlusstabelle Gruppe H | Abschlusstabelle Gruppe H | Abschlusstabelle Gruppe H |
| Platz                     | Name                      | MP                        | PP                        | Pkte.                     | Aufn.                     | GD                        | BED                       | HS                        |                           |
| ------------------------- | ------------------------- | ------------------------- | ------------------------- | ------------------------- | ------------------------- | ------------------------- | ------------------------- | ------------------------- | ------------------------- |
| 1                         | Stephan Horvath           | 4:0                       | 8:0                       | 240                       | 12                        | 20,00                     | 40,00                     | 60                        |                           |
| 2                         | Andreas Fuchs             | 2:2                       | 4:6                       | 203                       | 20                        | 10,15                     | 10,42                     | 42                        |                           |
| 3                         | Fabrice Puigvert          | 0:4                       | 2:8                       | 188                       | 15                        | 12,53                     | –                         | 31                        |                           |

## Hauptturnier
| Name               | MP | SP  | Pkte. | Aufn. | GD    | HS |
| ------------------ | -- | --- | ----- | ----- | ----- | -- |
| 1. Runde           |    |     |       |       |       |    |
| Peter de Backer    | 0  | 0:4 | 34    | 6     | 5,67  | 13 |
| Alain Rémond       | 2  | 4:0 | 120   | 7     | 17,14 | 59 |
| Stephan Horvath    | 2  | 4:2 | 171   | 7     | 20,14 | 60 |
| Philippe Deraes    | 0  | 2:4 | 104   | 7     | 14,86 | 38 |
| Thomas Wildförster | 0  | 2:4 | 99    | 9     | 11,00 | 45 |
| Jean Arnaud        | 2  | 4:2 | 155   | 10    | 15,50 | 60 |
| Fabian Blondeel    | 0  | 3:5 | 192   | 9     | 21,33 | 60 |
| Brahim Djoubri     | 2  | 5:3 | 187   | 9     | 20,78 | 60 |
| Franz Stenzel      | 2  | 4:2 | 126   | 9     | 14,00 | 60 |
| Martin Horn        | 0  | 2:4 | 100   | 8     | 12,50 | 30 |
| Fonsy Grethen      | 0  | 0:4 | 81    | 3     | 27,00 | 56 |
| Michael Hikl       | 2  | 4:0 | 120   | 4     | 30,00 | 52 |
| Ad Koorevaar       | 0  | 2:4 | 136   | 9     | 15,11 | 54 |
| Volker Baten       | 2  | 4:2 | 148   | 10    | 14,80 | 57 |
| Frédéric Caudron   | 2  | 4:0 | 120   | 4     | 30,00 | 59 |
| Francis Forton     | 0  | 0:4 | 33    | 3     | 11,00 | 19 |
| 2. Runde           |    |     |       |       |       |    |
| Alain Rémond       | 0  | 0:4 | 82    | 4     | 20,50 | 40 |
| Stephan Horvath    | 2  | 4:0 | 120   | 5     | 24,00 | 60 |
| Jean Arnaud        | 0  | 2:4 | 142   | 13    | 10,92 | 58 |
| Brahim Djoubri     | 2  | 4:2 | 122   | 14    | 8,71  | 24 |
| Franz Stenzel      | 0  | 1:5 | 154   | 4     | 38,50 | 60 |
| Michael Hikl       | 2  | 5:1 | 180   | 6     | 30,00 | 60 |
| Volker Baten       | 0  | 0:4 | 6     | 3     | 2,00  | 5  |
| Frédéric Caudron   | 2  | 4:0 | 120   | 4     | 30,00 | 60 |
| 3. Runde           |    |     |       |       |       |    |
| Stephan Horvath    | 2  | 4:0 | 120   | 8     | 15,00 | 52 |
| Brahim Djoubri     | 0  | 0:4 | 64    | 7     | 9,14  | 42 |
| Michael Hikl       | 0  | 0:4 | 7     | 2     | 3,50  | 7  |
| Frédéric Caudron   | 2  | 4:0 | 120   | 2     | 60,00 | 60 |
| Finale             |    |     |       |       |       |    |
| Stephan Horvath    | 2  | 4:2 | 165   | 9     | 18,33 | 53 |
| Frédéric Caudron   | 0  | 2:4 | 152   | 8     | 19,00 | 45 |

| Name               | MP | SP  | Pkte. | Aufn. | GD    | HS |
| ------------------ | -- | --- | ----- | ----- | ----- | -- |
| 1. Runde           |    |     |       |       |       |    |
| Peter de Backer    | 2  | 4:2 | 133   | 7     | 19,00 | 60 |
| Philippe Deraes    | 0  | 2:4 | 74    | 6     | 12,33 | 59 |
| Thomas Wildförster | 0  | 0:4 | 79    | 5     | 15,80 | 51 |
| Fabian Blondeel    | 2  | 4:0 | 120   | 6     | 20,00 | 60 |
| Martin Horn        | 0  | 2:4 | 93    | 5     | 18,60 | 60 |
| Fonsy Grethen      | 2  | 4:2 | 126   | 5     | 25,20 | 60 |
| Ad Koorevaar       | 0  | 0:4 | 81    | 13    | 6,23  | 32 |
| Francis Forton     | 2  | 4:0 | 120   | 14    | 8,57  | 42 |
| 2. Runde           |    |     |       |       |       |    |
| Peter de Backer    | 2  | 4:2 | 134   | 14    | 9,57  | 34 |
| Volker Baten       | 0  | 2:4 | 113   | 13    | 8,69  | 41 |
| Fabian Blondeel    | 0  | 0:4 | 71    | 6     | 11,83 | 55 |
| Franz Stenzel      | 2  | 4:0 | 126   | 7     | 17,14 | 56 |
| Fonsy Grethen      | 2  | 4:2 | 124   | 8     | 15,50 | 45 |
| Jean Arnaud        | 0  | 2:4 | 108   | 6     | 18,00 | 60 |
| Francis Forton     | 0  | 0:4 | 47    | 14    | 3,36  | 22 |
| Alain Rémond       | 2  | 4:0 | 120   | 15    | 8,00  | 52 |
| 3. Runde           |    |     |       |       |       |    |
| Peter de Backer    | 0  | 2:4 | 129   | 15    | 8,60  | 30 |
| Franz Stenzel      | 2  | 4:2 | 150   | 15    | 10,00 | 32 |
| Fonsy Grethen      | 0  | 0:4 | 55    | 4     | 13,75 | 51 |
| Alain Rémond       | 2  | 4:0 | 120   | 5     | 24,00 | 48 |
| 4. Runde           |    |     |       |       |       |    |
| Franz Stenzel      | 0  | 0:4 | 79    | 3     | 26,33 | 46 |
| Brahim Djoubri     | 2  | 4:0 | 120   | 4     | 30,00 | 60 |
| Alain Rémond       | 0  | 2:4 | 103   | 9     | 11,44 | 49 |
| Michael Hikl       | 2  | 4:2 | 127   | 9     | 14,11 | 60 |
| Spiel um Platz 3   |    |     |       |       |       |    |
| Brahim Djoubri     | 2  | 4:2 | 161   | 7     | 23,00 | 38 |
| Michael Hikl       | 0  | 2:4 | 93    | 6     | 15,50 | 27 |

## Abschlusstabelle
| Platz                                 | Name               | Spiele | MP  | SP    | Pkte | Aufn. | GD    | BED   | BSD   | HS |
| ------------------------------------- | ------------------ | ------ | --- | ----- | ---- | ----- | ----- | ----- | ----- | -- |
| 1                                     | Stephan Horvath    | 4      | 8:0 | 16:4  | 546  | 29    | 18,82 | 24,00 | 60,00 | 60 |
| 2                                     | Frédéric Caudron   | 4      | 6:2 | 14:4  | 512  | 18    | 28,44 | 60,00 | 60,00 | 60 |
| 3                                     | Brahim Djoubri     | 5      | 8:2 | 17:11 | 654  | 41    | 15,95 | 30,00 | 60,00 | 60 |
| 4                                     | Michael Hikl       | 5      | 6:4 | 15:11 | 527  | 27    | 19,51 | 30,00 | 60,00 | 60 |
| 5                                     | Alain Rémond       | 5      | 6:4 | 14:8  | 545  | 40    | 13,62 | 24,00 | 30,00 | 59 |
| 6                                     | Franz Stenzel      | 5      | 6:4 | 13:13 | 629  | 38    | 16,55 | 17,14 | 60,00 | 60 |
| 7                                     | Peter de Backer    | 4      | 4:4 | 10:12 | 430  | 42    | 10,23 | 19,00 | 60,00 | 60 |
| 8                                     | Fonsy Grethen      | 4      | 4:4 | 8:12  | 386  | 20    | 19,30 | 25,20 | 30,00 | 60 |
| 9                                     | Jean Arnaud        | 3      | 2:4 | 8:10  | 405  | 29    | 13,96 | 15,50 | 60,00 | 60 |
| 10                                    | Fabian Blondeel    | 3      | 2:4 | 7:9   | 383  | 21    | 18,23 | 20,00 | 60,00 | 60 |
| 11                                    | Volker Baten       | 3      | 2:4 | 6:10  | 267  | 26    | 10,26 | 14,80 | 30,00 | 57 |
| 12                                    | Francis Forton     | 3      | 2:4 | 4:8   | 200  | 31    | 6,45  | 8,57  | 12,00 | 42 |
| 13                                    | Martin Horn        | 2      | 0:4 | 4:8   | 193  | 13    | 14,84 | –     | 60,00 | 60 |
| 14                                    | Philippe Deraes    | 2      | 0:4 | 4:8   | 178  | 13    | 13,69 | –     | 30,00 | 59 |
| 15                                    | Thomas Wildförster | 2      | 0:4 | 2:8   | 178  | 14    | 12,71 | –     | 15,00 | 51 |
| 16                                    | Ad Koorevaar       | 2      | 0:4 | 2:8   | 217  | 22    | 9,86  | –     | 15,00 | 54 |
| Turnierdurchschnitt (Endrunde): 14,74 |                    |        |     |       |      |       |       |       |       |    |